# 襟章
襟章（えりしょう）は、洋服の襟につける記章。英語では、形式や襟の種類によって呼称が異なり、立襟や折襟の上襟に付けられるものは英: collar patchesや英: collar badge、下襟に付けられるものは英: Lapel pinなどと呼ばれている。主に軍服や学生服などの制服において、階級や所属・役職などをあらわすために用いられる。通常は正面から見えるように付けられる。

## 軍服における襟章

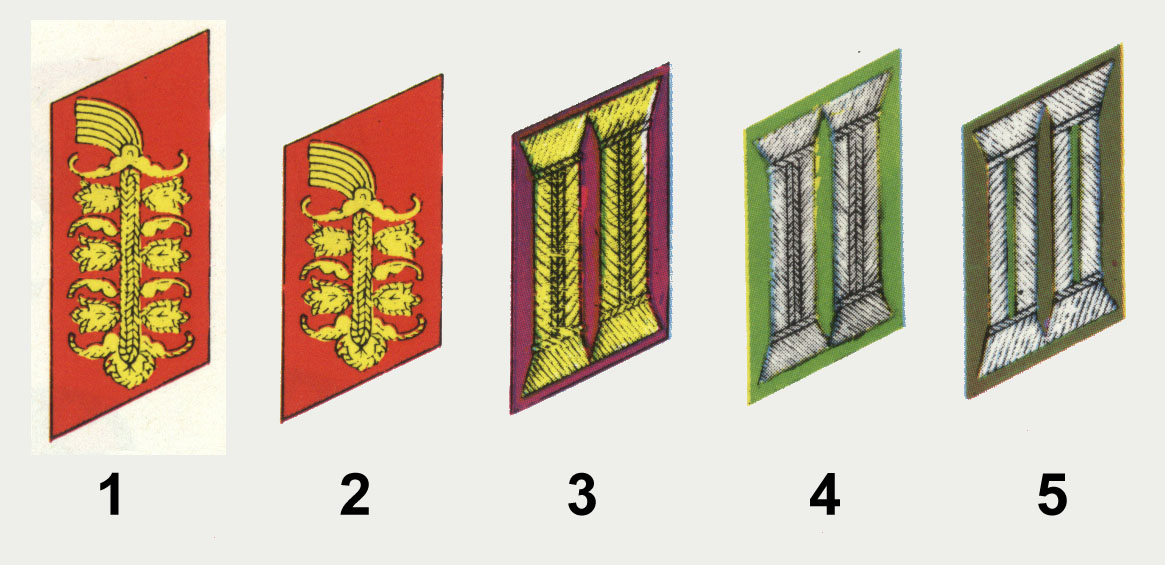

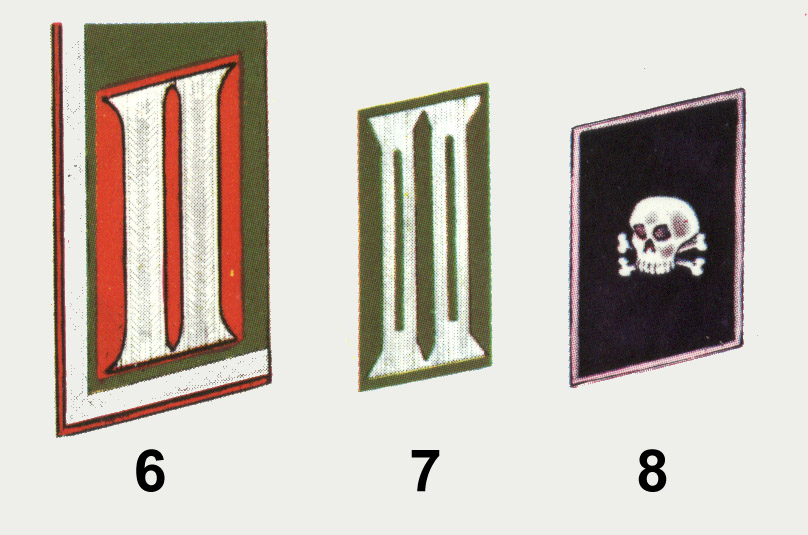
第2次世界大戦時のドイツ国防軍陸軍の襟章。1は元帥、2は将官、3～5は将校、6は下士官、7は兵、8は戦車部隊のもの。将校と下士官・兵用のものは近衛兵のものだったが、帝政廃止以降全将兵が着用するようになった。2～7は似たものが現在でも使われている。

軍服における襟章は、形状面では刺繍等が適宜施された多角形の布を用いたものと、金属製のバッジ・メダル・ボタン等を用いたものに大別される（前者を台布として後者を配する例もある）。前者の布は、かつては兵科色等の鮮やかな色が用いられていたが、現代の戦闘服では服生地と同色または同系色が用いられ、色付きの物は正装に限られる場合が多い。
機能面では、概ね以下の事柄を識別する機能を果たす。
1. 国籍　United Statesの略号であるU.S.の文字をそのまま用いたアメリカ軍の襟章が代表的であるが、他にも特徴のあるデザインの襟章が用いられている国があり、軍服においては帽章とともに所属する国籍を識別する重要な要素となっている。
2. 兵科、部隊　襟章の布全体または縁取りが兵科色に色分けされている場合と、所属する兵科や部隊を象徴する意匠や記号、文字、数字等をかたどった金属製のバッジである場合、または両者の組み合わせで表される。
3. 階級　襟章が個々の階級ごとに異なる、すなわち襟章自体が階級章の機能を持つ場合と、兵と士官、または佐官以下と将官・元帥が異なる場合（個々の階級は肩章や袖章で表される）場合がある。後者の場合、士官用の襟章は士官の地位や権威を表象する機能を持ち、なかでも将官・元帥の襟章は赤、金等の鮮やかな色が用いられた装飾性の高いデザインである場合が多い。とくに柏、オリーブ、月桂樹、あるいはその国を象徴する花や木の葉等の意匠が好んで用いられる。

## 学校制服における襟章
校章や学年章、学級章、生徒会役員・委員章がほとんどである。それ以外は全く存在しない訳ではないが、稀である（例:応援団の団章）。